# Saint-Geniès-de-Malgoirès
Saint-Geniès-de-Malgoirès (okzitanisch: Sant Giniès de Malgoiriès) ist eine südfranzösische Gemeinde mit 3.172 Einwohnern (Stand: 1. Januar 2022) im Département Gard in der Region Okzitanien. Die Gemeinde gehört zum Arrondissement Nîmes und zum Kanton Calvisson.

## Geographie
Saint-Geniès-de-Malgoirès liegt etwa 20 Kilometer nordwestlich von Nîmes. Im Nordosten wird das Gemeindegebiet vom Flüsschen Auriol durchquert. Umgeben wird Saint-Geniès-de-Malgoirès von den Nachbargemeinden Sauzet im Norden, Saint-Chaptes im Nordosten, La Calmette im Osten, La Rouvière im Südosten, Montignargues im Süden, Montagnac im Südwesten, Mauressargues im Westen sowie Domessargues im Nordwesten.

## Bevölkerungsentwicklung
| Jahr      | 1968 | 1975 | 1982 | 1990 | 1999 | 2006 | 2017 |
| Einwohner | 1114 | 1084 | 1252 | 1696 | 1853 | 2460 | 3007 |

## Sehenswürdigkeiten
- katholische und evangelische Kirche
- Uhrenturm
- Großfontäne

## Persönlichkeiten
- Frédéric Desmons (1832–1910), calvinistischer Pastor